# Condado de Campohermoso
El Condado de Campohermoso es un título nobiliario español de carácter hereditario que fue concedido por Carlos IV de España en 1797 a favor del político Mariano Aguado López de Ayala y Martínez Melgarejo, Vizconde de Nonduermas y Regidor de Murcia.

## Condes de Campohermoso[1]
1. Mariano Aguado y López de Ayala, I conde de Campohermoso (1797), Señor de Nonduermas, Regidor de Murcia (1782). Fallecido en 1829 en Madrid. Casó con:
  1. María Joaquina de la Figuera:
    1. Mariano Aguado y de la Figuera, II Conde de Campohermoso.

  2. María Valcárcel y Pío de Saboya, condesa viuda de Pinohermoso, sin descendencia.
  3. Piedad Roca de Togores y Valcárcel, duquesa viuda de Frías; hija de la anterior, sin descendencia.
2. Mariano Aguado y de la Figuera, II Conde de Campohermoso. Casó con:
  1. Joaquina García Sócoli:
    1. Mariano Aguado y García.
    2. Concepción Aguado y García, casó con Joaquín Álvarez de Toledo Castilla y Portugal, VI marqués del Villar de Vallehermoso.
3. Mariano Aguado y García-Sócoli, III Conde de Campohermoso, señor de Nonduermas. Casó con:
  1. Francisca Flores y Romero de Valdés:
    1. Pascual Aguado y Flores.
    2. Concepción Aguado y Flores, casó con Mariano Díaz de Mendoza y Uribe, V Marqués de Fontanar, Conde de Lalaing y de Balazote.
4. Pascual Aguado y Flores, nacido en Madrid, fallecido en Valencia. IV Conde de Campohermoso, Capitán de Fragata, héroe de Cavite. Casó con:
  1. Pilar Fontes y Melgarejo, fallecida el 13 de noviembre de 1934:
    1. Joaquina Aguado y Fontes.
    2. Mariano Aguado y Fontes.
    3. Pascual Aguado y Fontes, maestrante de Granada (11 de marzo de 1902).
    4. María Purificación Aguado y Fontes.
5. María Purificación Aguado y Fontes, V condesa de Campohermoso, II condesa del Villar de Felices (1905). Casó con: 
  1. Pablo de Garnica y Sandoval, maestrante de Zaragoza (1903), marqués de Casa Pacheco.
    1. María Paz Garnica y Aguado.
6. María Paz Garnica y Aguado, III condesa del Villar de Felices (4 de mayo de 1956), VI condesa de Campohermoso (30 de abril de 1965), marquesa de Casa Pacheco (4 de noviembre de 1970). Casó con:
  1. Francisco Javier Sánchez de Amoraga y Garnica:
    1. Amancio Sánchez de Amoraga y Garnica. Casó con María Lurdes Gómez-Acebo y Pérez-Seoane.
    2. María del Pilar Sánchez de Amoraga y Garnica, IV condesa del Villar de Felices. Casó con Miguel Bernal de Mérida.
    3. Francisco Javier Sánchez de Amoraga y Garnica.
7. Francisco Javier Sánchez de Amoraga y Garnica (nacido el 13 de octubre de 1947), VII conde de Campohermoso (6 de marzo de 1986). Casó con:
  1. Elvira Gutiérrez-Oliva y Echeverz:
    1. Juan Javier Sánchez de Amoraga y Gutiérrez-Oliva, nacido el 29 de abril de 1977.
    2. Paz Pilar Sánchez de Amoraga y Gutiérrez-Oliva, nacida el 1 de abril de 1981.